# 条叶弓翅芹
条叶弓翅芹（学名：Arcuatopterus linearifolius）是伞形科弓翅芹属的植物，为中国的特有植物。分布于中国大陆的云南等地，生长于海拔2,700米的地区，见于山坡草地以及路旁，目前尚未由人工引种栽培。
其种加词“Linearifolius”意为“线形叶的”。